# Antagonismo (fitopatología)
En fitopatología, el antagonismo se refiere a la acción de cualquier organismo que suprime o interfiere con el crecimiento normal y la actividad de un patógeno vegetal, como las partes principales de bacterias u hongos .
Estos organismos se pueden utilizar para el control de plagas y se denominan agentes de control biológico . Pueden ser depredadores, parásitos, parasitoides o patógenos que atacan insectos dañinos, malezas o enfermedades de plantas o cualquier otro organismo en su vecindad. La sustancias inhibidoras son altamente específicas en su acción que afecta solo a una especie específica. Muchos microorganismos del suelo son antagonistas biológicos. Secretan potentes enzimas que destruyen otras células al digerir sus paredes celulares y degradan el material celular, así como libera el material protoplásmico que sirve como nutriente para el organismo inhibidor, por ejemplo, Aspergillus tiene un efecto antagonista sobre Penicillium y Cladosporium . Trichoderma tiene un efecto sobre los actinomicetos . Pseudomonas  muestran antagonismo sobre Cladosporium, dicho organismo puede ser de gran importancia práctica ya que a menudo producen antibióticos que afectan los procesos normales de crecimiento.

## Mecanismo
- Ejemplo de antibiosis: enzimas, toxinas, antibióticos.
- Ejemplo de parasitismo directo: biotrófico o necrotrófico.
- ejemplo de competencia- por nutrientes.
- Resistencia inducida (indirecta).

## enlaces externos
- «Biological Control of Plant Pathogens». American Phytopathological Society. 7 de diciembre de 2020. Consultado el 7 de diciembre de 2020.
- Encyclopædia Britannica.

- Datos: Q1874779